# Olympiade d'échecs de 1927

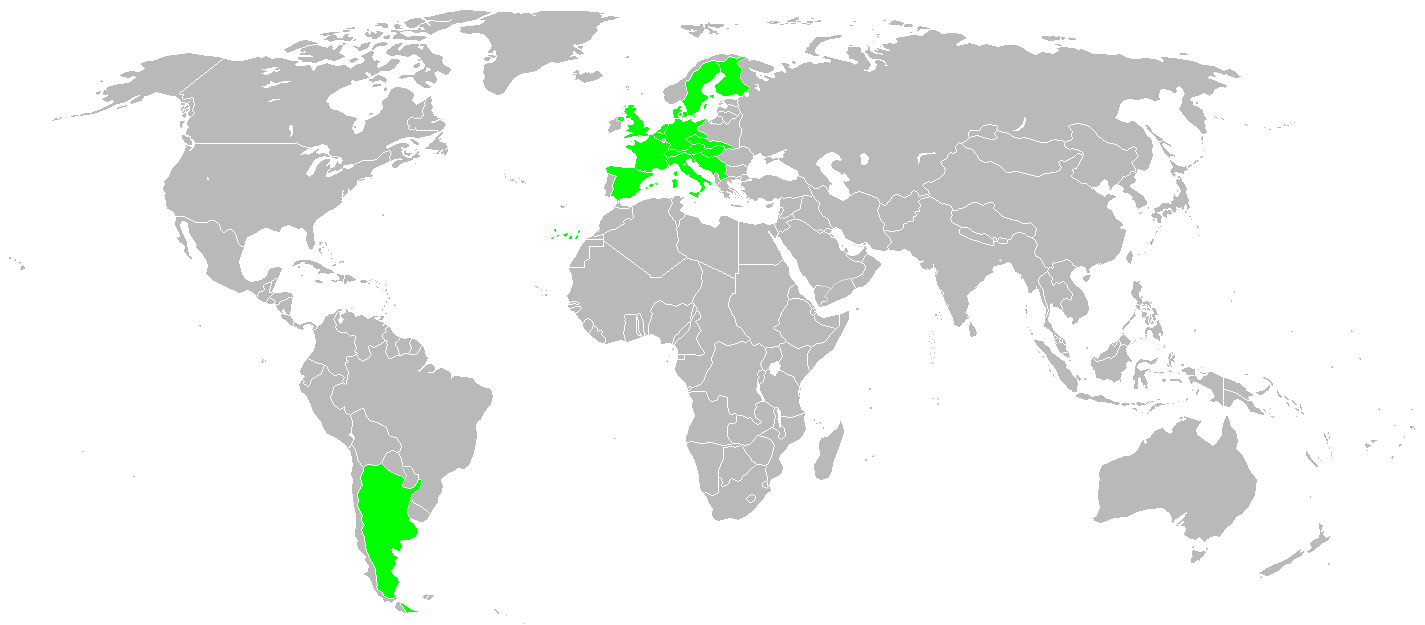
Pays participants à la première Olympiade d'échecs

L'Olympiade d'échecs de 1927 est une compétition mondiale par équipes et par pays organisée par la FIDE. Les pays s'affrontent sur 4 échiquiers. Cette première Olympiade s'est déroulée du 18 au 30 juillet 1927 à Londres. Le trophée remis au vainqueur porte le nom de coupe Hamilton Russel, sponsor de la compétition.
Les points ne sont pas attribués au regard des résultats des matches inter-nations, mais en fonction des résultats individuels sur chaque échiquier (un point par partie gagnée, un demi-point pour une nulle, zéro point pour une défaite).

## Tournoi masculin

### Contexte
Certains pays ne disposent que de quatre joueurs (sans suppléants), d'autres ont un suppléant qu'ils utilisent comme ils l'entendent. Il n'y a pas de règle dans l'attribution des échiquiers. 
16 pays participent à ce tournoi selon la formule de poule unique toutes rondes.

### Résultats
| Classement final |                 |      |
| 1er              | Hongrie         | 40   |
| 2e               | Danemark        | 38,5 |
| 3e               | Royaume-Uni     | 36,5 |
| 4e               | Pays-Bas        | 35   |
| 5e               | Tchécoslovaquie | 34,5 |

La France termine 13e avec 24,5 points.
L'équipe britannique est composée uniquement de joueurs anglais.

### Participants individuels
- Pour la Hongrie : G. Maróczy, G. Nagy, A. Vajda, K. Havasi et E. Steiner.
- Pour le Danemark : O. Krause, H. Norman-Hansen, E. Andersen et Ruben.
- Pour le Royaume-Uni : H. Atkins, F. Yates, G. Thomas, Michell et Spencer.
- Pour la France : A. Chéron, A. Muffang, G. Renaud et L. Betbeder.